# Queimada

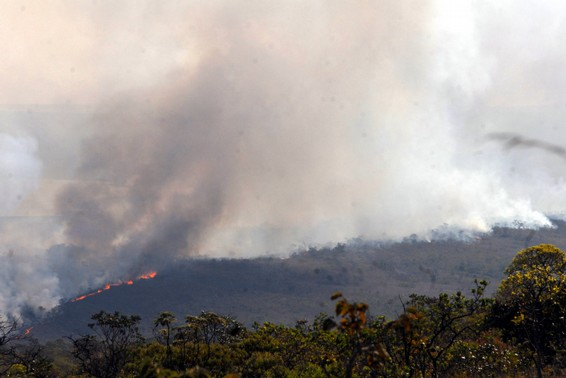
Incêndio florestal derivado de queimada.

Queimada é uma prática primitiva da agricultura, destinada principalmente à limpeza do terreno para o cultivo de plantações ou formação de pastos, com uso do fogo de forma controlada que, às vezes, pode descontrolar-se e causar incêndios em florestas, matas e terrenos grandes.

## Destruição ambiental
O efeito mais notório da queimada é a destruição do ambiente. Na floresta amazônica, no mês de agosto de 1988, foram queimados, por dia, cerca de mil quilômetros quadrados de mata, quando agricultores limpavam os terrenos para o cultivo. A poluição gerada pelas queimadas da Amazônia era estimada como o equivalente ao lançado na atmosfera pela cidade de São Paulo nos últimos setenta anos. As queimadas são uma prática muito utilizada para a formação de pastos destinados ao gado ou para o cultivo da agricultura, porém os fazendeiros desconhecem os efeitos nocivos do fogo para o solo. O pequeno produtor queima a vegetação para preparar o local, ação que isenta os custos de mão de obra.

## Aspectos positivos
O pesquisador Nilton José Sousa defende que, em circunstâncias controladas e observados cuidados referentes a clima, tipo de solo e outros, o uso do fogo pode ser benéfico como trato cultural. Acentua que, em diversos ambientes, os incêndios fazem parte do ecossistema, e que os prejuízos à fauna são relativos, havendo, em alguns casos, aumento das populações em áreas queimadas. Além do que as queimadas ajudam os produtores rurais, que, depois de dois anos, têm de sair dali e elaborar outra queimada.

## As queimadas no Brasil

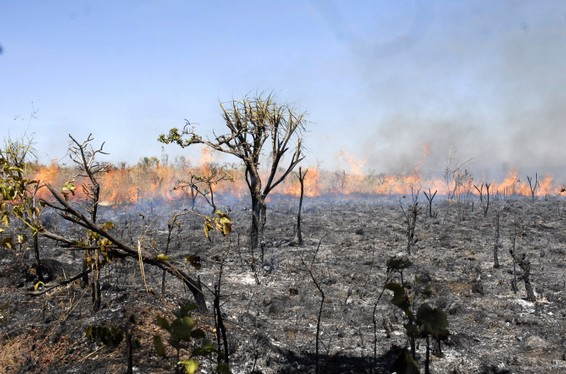
Queimadas são um dos problemas ainda presentes na agricultura brasileira.

Ao contrário do que preconizam os estudiosos e pessoas que, como Monteiro Lobato, abordaram a prática como um legado nocivo dos índios, as queimadas que estes realizaram ao longo de cerca de doze mil anos de sua presença nas atuais terras do Brasil mantiveram a natureza em equilíbrio - o que deixou de ocorrer, entretanto, com a incorporação da limpeza do terreno pelo fogo à cultura europeia introduzida a partir de 1500: a divisão da terra em propriedades, o cultivo monocultor etc., que dizimaram a flora nativa. As queimadas atingem diretamente os animais silvestres.
O manejo dos índios não era baseado apenas no fogo: a formação das roças em locais escolhidos permitia a interação com a natureza circundante e sua preservação, obtendo, em troca, a caça e a proteção contra pragas. Algo que foi perdido, como constatou Darcy Ribeiro, ao afirmar: "Assim passaram milênios até que surgiram os agentes de nossa civilização munidos, também ali, da capacidade de agredir e ferir mortalmente o equilíbrio milagrosamente logrado por aquelas formas complexas de vida."

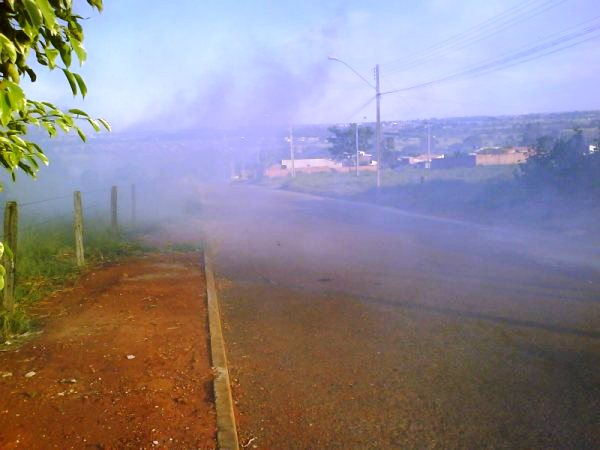
As queimadas também podem ser utilizadas no perímetro urbano. Na imagem, o Jardim São José, um dos bairros mais novos de Goiânia (Goiás) durante uma pequena queimada em 2010.

Um relatório feito em 1982 da comissão parlamentar de inquérito para apurar a devastação da floresta amazônica, instalada em 1979, segundo dados fornecidos pelo pesquisador José Cândido de Mello Carvalho, informava que a queimada era o principal problema inerente ao desmatamento na região. Dentre outros danos, está a destruição quase que total da fina camada (de 30 a 40 centímetros) de matéria orgânica superficial. Acentua-se que a prática, então, muitas vezes não era acompanhada da proteção de aceiros, o que agrava seus efeitos danosos.
O mesmo pesquisador informou que "além de diminuir os processos de oxidação e transformação dos nutrientes normais, pela diminuição da vida microbiana, o fogo destrói também sementes, plantas jovens, raízes, eliminando vegetais que comumente não terão possibilidade de sobrevivência na área, a não ser por reintrodução posterior, através do homem, animais ou agentes físicos."

## Nas artes
Ainda no século XIX, o poeta Castro Alves deixava pungente relato da prática de destruir a natureza, no poema intitulado justamente A queimada, parte do fragmento de Os Escravos denominado pelo autor de A Cachoeira de Paulo Afonso (excerto, em domínio público):